# CIM-10 Capítol IX: Malalties del sistema circulatori
| Capítol | Codis   | Títol |
| ------- | ------- | --- |
| I       | A00-B99 | Certes malalties infeccioses i parasitàries                                                                  |
| II      | C00-D48 | Neoplàsies                                                                                                   |
| III     | D50-D89 | Malalties de la sang i dels òrgans hematopoètics i altres trastorns que afecten el mecanisme de la immunitat |
| IV      | E00-E90 | Malalties endocrines, nutricionals i metabòliques                                                            |
| V       | F00-F99 | Trastorns mentals i del comportament                                                                         |
| VI      | G00-G99 | Malalties del sistema nerviós                                                                                |
| VII     | H00-H59 | Malalties de l'ull i els seus annexos                                                                        |
| VIII    | H60-H95 | Malalties de l'oïda i de l'apòfisi mastoide                                                                  |
| IX      | I00-I99 | Malalties del sistema circulatori                                                                            |
| X       | J00-J99 | Malalties del sistema respiratori                                                                            |
| XI      | K00-K93 | Malalties de l'aparell digestiu                                                                              |
| XII     | L00-L99 | Malalties de la pell i el teixit subcutani                                                                   |
| XIII    | M00-M99 | Malalties del sistema osteomuscular i del teixit connectiu                                                   |
| XIV     | N00-N99 | Malalties de l'aparell genitourinari                                                                         |
| XV      | O00-O99 | Embaràs, part i puerperi                                                                                     |
| XVI     | P00-P96 | Certes afeccions originades en el període perinatal                                                          |
| XVII    | Q00-Q99 | Malformacions congènites, deformitats i anomalies cromosòmiques                                              |
| XVIII   | R00-R99 | Símptomes, signes i troballes anormals clíniques i de laboratori, no classificats en un altre lloc           |
| XIX     | S00-T98 | Traumatismes, enverinaments i algunes altres conseqüències de causa externa                                  |
| XX      | V01-Y98 | Causes externes de morbiditat i de mortalitat                                                                |
| XXI     | Z00-Z99 | Factors que influeixen en l'estat de salut i contacte amb els serveis de salut                               |
| XXII    | O00-U99 | Codis per a situacions especials                                                                             |

La 10a Revisió de la Classificació Estadística Internacional de les Malalties i Problemes de Salut Relacionats (CIM-10) és una codificació de malalties, trastorns, signes, símptomes, troballes anormals, denúncies, circumstàncies socials i causes externes de lesions o malalties, segons la classificació de l'Organització Mundial de la Salut (OMS). Aquesta pàgina conté la llista de problemes del capítol IX de la CIM-10: Malalties del sistema circulatori. 
- Sols apareixen els problemes codificats amb la lletra del capítol i dos dígits (per exemple A00), amb tres dígits (separada l'últim dígit per un punt, per exemple A04.0), i rarament amb quatre dígits.
- S'han exclòs els problemes de més de dos dígits que fan referència a "altres" problemes especificats (però no definits) o a problemes no especificats; aquests dos casos corresponen, respectivament, als dígits finals 8 i 9.
- També s'han exclòs els problemes de més de dos dígits que no aporten problemes de salut "diferents" dels de l'enunciat principal i que sols modifiquen "qualitativament" el problema de salut al qual fan referència. Per exemple: A00 és el codi pel còlera, però no s'han presentat els codis A00.1 i A00.2 que diferencien el còlera segons dos tipus de bacteri que el provoquen.

## I00-I02 - Febre reumàtica aguda
- (I00) Febre reumàtica sense menció d'afectació cardíaca
- (I01) Febre reumàtica amb afectació cardíaca
- (I02) Corea reumàtica

## I05-I09 - Cardiopaties reumàtiques cròniques
- (I05) Valvulopaties mitrals reumàtiques
  - (I05.0) Estenosi mitral
  - (I05.1) Insuficiència mitral reumàtica
  - (I05.2) Estenosi mitral amb insuficiència
- (I06) Valvulopaties aòrtiques reumàtiques
  - (I06.0) Estenosi aòrtica reumàtica
  - (I06.1) Insuficiència aòrtica reumàtica
  - (I06.2) Estenosi aòrtica reumàtica amb insuficiència
- (I07) Valvulopaties tricuspídiques reumàtiques
  - (I07.0) Estenosi tricuspídica
  - (I07.1) Insuficiència tricuspídica
  - (I07.2) Estenosi tricuspídica amb insuficiència
- (I08) Valvulopaties múltiples
  - (I08.0) Trastorns de les vàlvules mitral i aòrtica
  - (I08.1) Trastorns de les vàlvules mitral i tricúspide
  - (I08.2) Trastorns de les vàlvules aòrtica i tricúspide
  - (I08.3) Trastorns combinats de les vàlvules mitral, aòrtica i tricúspide
- (I09) Altres cardiopaties reumàtiques
  - (I09.0) Miocarditis reumàtica
  - (I09.1) Malalties reumàtiques de l'endocardi, vàlvula no especificada
  - (I09.2) Pericarditis reumàtica crònica

## I10-I15 - Malalties hipertensives
- (I10) Hipertensió (primària) essencial
- (I11) Cardiopatia hipertensiva
- (I12) Malaltia renal hipertensiva
- (I13) Cardiopatia i malaltia renal hipertensives
- (I15) Hipertensió secundària

## I20-I25 - Cardiopaties isquèmiques
- (I20) Angina de pit
- (I21) Infart agut de miocardi
- (I22) Infart de miocardi subsegüent
- (I23) Determinades complicacions actuals consecutives a infart agut de miocardi
  - (I23.0) Hemopericardi com a complicació actual consecutiva a infart agut de miocardi
  - (I23.1) Defecte septal interauricular com a complicació actual consecutiva a infart agut de miocardi
  - (I23.2) Defecte septal interventricular com a complicació actual consecutiva a infart agut de miocardi
  - (I23.3) Ruptura de la paret cardíaca sense hemopericardi com a complicació actual consecutiva a infart agut de miocardi
  - (I23.4) Ruptura de les cordes tendinoses com a complicació actual consecutiva a infart agut de miocardi
  - (I23.5) Ruptura del múscul papil·lar com a complicació actual consecutiva a infart agut de miocardi
  - (I23.6) Trombosi de l'aurícula, l'apèndix auricular i el ventricle com a complicacions actuals consecutives a infart agut de mi
- (I24) Altres cardiopaties isquèmiques agudes
  - (I24.0) Trombosi coronària sense infart de miocardi
  - (I24.1) Síndrome de Dressler
  - (I24.8) Altres formes de cardiopatia isquèmica aguda
  - (I24.9) Cardiopatia isquèmica aguda no especificada
- (I25) Cardiopatia isquèmica crònica
  - (I25.0) Malaltia cardiovascular ateroscleròtica, així descrita
  - (I25.1) Cardiopatia ateroscleròtica
  - (I25.2) Infart de miocardi antic
  - (I25.3) Aneurisma cardíac
  - (I25.4) Aneurisma de l'artèria coronària
  - (I25.5) Miocardiopatia isquèmica
  - (I25.6) Isquèmia miocardíaca silent

## I26-I28 - Malaltia cardiopulmonar i malalties de la circulació pulmonar
- (I26) Embòlia pulmonar
- (I27) Altres malalties cardiopulmonars
  - (I27.0) Hipertensió pulmonar primària
  - (I27.1) Cardiopatia cifoscoliòtica
  - (I27.2) Altres hipertensions pulmonars secundàries
- (I28) Altres malalties de vasos pulmonars
  - (I28.0) Fístula arteriovenosa de vasos pulmonars
  - (I28.1) Aneurisma de l'artèria pulmonar

## I30-I52 - Altres formes de cardiopatia
- (I30) Pericarditis aguda
- (I31) Altres malalties del pericardi
  - (I31.0) Pericarditis adhesiva crònica
  - (I31.1) Pericarditis constrictiva crònica
  - (I31.2) Hemopericardi no classificat a cap altre lloc
  - (I31.3) Embassament pericardíac (no inflamatori)
- (I32) Pericarditis en malalties classificades en un altre lloc
- (I33) Endocarditis aguda i subaguda
- (I34) Trastorns no reumàtics de la vàlvula mitral
  - (I34.0) Insuficiència mitral (vàlvula)
  - (I34.1) Prolapse mitral (vàlvula)
  - (I34.2) Estenosi no reumàtica mitral (vàlvula)
- (I35) Trastorns no reumàtics de la vàlvula aòrtica
  - (I35.0) Estenosi aòrtica (vàlvula)
  - (I35.1) Insuficiència aòrtica (vàlvula)
  - (I35.2) Estenosi aòrtica (vàlvula) amb insuficiència
- (I36) Trastorns no reumàtics de la vàlvula tricúspide
  - (I36.0) Estenosi no reumàtica tricuspídica (vàlvula)
  - (I36.1) Insuficiència no reumàtica tricuspídica (vàlvula)
  - (I36.2) Estenosi no reumàtica tricuspídica (vàlvula) amb insuficiència
- (I37) Trastorns de la vàlvula pulmonar
  - (I37.0) Estenosi de la vàlvula pulmonar
  - (I37.1) Insuficiència de la vàlvula pulmonar
  - (I37.2) Estenosi de la vàlvula pulmonar amb insuficiència
- (I38) Endocarditis, vàlvula no especificada
- (I39) Endocarditis i trastorns de la vàlvula cardíaca en malalties classificades en un altre lloc
- (I40) Miocarditis aguda
- (I41) Miocarditis en malalties classificades en un altre lloc
- (I42) Miocardiopatia
- (I43) Miocardiopatia en malalties classificades en un altre lloc
- (I44) Blocatges auriculoventricular i de branca esquerra
  - (I44.0) Blocatge auriculoventricular de primer grau
  - (I44.1) Blocatge auriculoventricular de segon grau
  - (I44.2) Blocatge auriculoventricular complet
  - (I44.3) Altres blocatges auriculoventriculars i blocatges
  - (I44.4) Blocatge fascicular anterior esquerre
  - (I44.5) Blocatge fascicular posterior esquerre
  - (I44.6) Altres blocatges fasciculars i blocatges fasciculars no especificats
  - (I44.7) Blocatge de branca esquerra no especificat
- (I45) Altres trastorns de conducció
  - (I45.0) Blocatge fascicular dret
  - (I45.1) Altres blocatges de branca dreta i blocatges de branca dreta no especificats
  - (I45.2) Blocatge bifascicular
  - (I45.3) Blocatge trifascicular
  - (I45.4) Blocatge intraventricular no especificat
  - (I45.5) Altres blocatges cardíacs especificats
  - (I45.6) Síndrome de preexcitació
- (I46) Aturada cardíaca
- (I47) Taquicàrdia paroxismal
  - (I47.0) Arrítmia ventricular per reentrada
  - (I47.1) Taquicàrdia supraventricular
  - (I47.2) Taquicàrdia ventricular
- (I48) Fibril·lació i aleteig [flutter] auriculars
- (I49) Altres arrítmies cardíaques
  - (I49.0) Fibril·lació i aleteig [flutter] ventriculars
  - (I49.1) Despolarització auricular prematura
  - (I49.2) Despolarització de la zona d'unió prematura
  - (I49.3) Despolarització ventricular prematura
  - (I49.4) Altres despolaritzacions prematures i despolaritzacions prematures no especificades
  - (I49.5) Síndrome del node sinusal malalt
- (I50) Insuficiència cardíaca
- (I51) Complicacions i descripcions mal definides de cardiopaties
  - (I51.0) Defecte septal cardíac adquirit
  - (I51.1) Ruptura de cordes tendinoses no classificada a cap altre lloc
  - (I51.2) Ruptura del múscul papil·lar no classificada a cap altre lloc
  - (I51.3) Trombosi intracardíaca no classificada a cap altre lloc
  - (I51.4) Miocarditis no especificada
  - (I51.5) Degeneració del miocardi
  - (I51.6) Malaltia cardiovascular no especificada
  - (I51.7) Cardiomegàlia
- (I52) Altres trastorns cardíacs en malalties classificades en un altre lloc

## I60-I69 - Malalties cerebrovasculars
- (I60) Hemorràgia subaracnoidal
- (I61) Hemorràgia intracerebral
- (I62) Altres hemorràgies intracranials no traumàtiques
  - (I62.0) Hemorràgia subdural (aguda) (no traumàtica)
  - (I62.1) Hemorràgia extradural no traumàtica
- (I63) Infart cerebral
- (I64) Accident vascular cerebral no especificat com a hemorràgia o infart
- (I65) Oclusió i estenosi d'artèries precerebrals sense infart cerebral
- (I66) Oclusió i estenosi d'artèries cerebrals sense infart cerebral
- (I67) Altres malalties cerebrovasculars
  - (I67.0) Dissecció d'artèries cerebrals sense ruptura
  - (I67.1) Aneurisma cerebral sense ruptura
  - (I67.2) Aterosclerosi cerebral
  - (I67.3) Leucoencefalopatia vascular progressiva
  - (I67.4) Encefalopatia hipertensiva
  - (I67.5) Malaltia de Moya Moya
  - (I67.6) Trombosi no piògena del sistema venós intracranial
  - (I67.7) Arteritis cerebral no classificada a cap altre lloc
- (I68) Trastorns cerebrovasculars en malalties classificades en un altre lloc
- (I69) Seqüeles de malaltia cerebrovascular

## I70-I79 - Malalties d'artèries, arterioles i capil·lars
- (I70) Aterosclerosi
- (I71) Aneurisma i dissecció aòrtics
- (I72) Altres aneurismes
  - (I72.0) Aneurisma d'artèria caròtide
  - (I72.1) Aneurisma d'artèria d'extremitat superior
  - (I72.2) Aneurisma d'artèria renal
  - (I72.3) Aneurisma d'artèria ilíaca
  - (I72.4) Aneurisma d'artèria d'extremitat inferior
- (I73) Altres angiopaties perifèriques
  - (I73.0) Síndrome de Raynaud
  - (I73.1) Tromboangiïtis obliterant [Buerger]
- (I74) Embòlia i trombosi arterials
- (I77) Altres trastorns d'artèries i arterioles
  - (I77.0) Fístula arteriovenosa adquirida
  - (I77.1) Estenosi arterial
  - (I77.2) Ruptura arterial
  - (I77.3) Displàsia fibromuscular arterial
  - (I77.4) Síndrome de compressió de l'artèria celíaca
  - (I77.5) Necrosi arterial
  - (I77.6) Arteritis no especificada
- (I78) Malalties dels capil·lars
  - (I78.0) Telangièctasi hemorràgica hereditària
  - (I78.1) Nevus no neoplàstic
- (I79) Trastorns d'artèries, arterioles i capil·lars en malalties classificades en un altre lloc

## I80-I89 - Malalties de venes, vasos limfàtics i ganglis limfàtics no classificades a cap altre lloc
- (I80) Flebitis i tromboflebitis
- (I81) Trombosi de la vena porta
- (I82) Altres embòlies i trombosis venoses
  - (I82.0) Síndrome de Budd-Chiari
  - (I82.1) Tromboflebitis migratòria
  - (I82.2) Embòlia i trombosi de vena cava
  - (I82.3) Embòlia i trombosi de vena renal
- (I83) Venes varicoses d'extremitats inferiors
- (I84) Hemorroides
- (I85) Varices esofàgiques
- (I86) Venes varicoses d'altres localitzacions
  - (I86.0) Varices sublinguals
  - (I86.1) Varices escrotals
  - (I86.2) Varices pelvianes
  - (I86.3) Varices vulvars
  - (I86.4) Varices gàstriques
- (I87) Altres trastorns de les venes
  - (I87.0) Síndrome postflebítica
  - (I87.1) Compressió venosa
  - (I87.2) Insuficiència venosa (crònica) (perifèrica)
- (I88) Limfadenitis no especificada
  - (I88.0) Limfadenitis mesentèrica no especificada
  - (I88.1) Limfadenitis crònica, excepte mesentèrica
- (I89) Altres trastorns no infecciosos dels vasos limfàtics i els ganglis limfàtics
  - (I89.0) Limfoedema no classificat a cap altre lloc
  - (I89.1) Limfangitis

## I95-I99 - Altres trastorns de l'aparell circulatori i trastorns de l'aparell circulatori no especificats
- (I95) Hipotensió
- (I97) Trastorns de l'aparell circulatori posteriors a un procediment no classificats a cap altre lloc
- (I98) Altres trastorns de l'aparell circulatori en malalties classificades en un altre lloc
- (I99) Altres trastorns de l'aparell circulatori i trastorns de l'aparell circulatori no especificats